# Стрільба на літніх Олімпійських іграх 2020 — кваліфікація
У змаганнях зі стрільби на літніх Олімпійських іграх 2020 року зможуть взяти участь 360 спортсменів (180 чоловіків і 180 жінок), які розіграють між собою 15 комплектів нагород. Кожна країна може бути представлена не більше ніж 30-ма спортсменами (по 2 стрільці в кожній індивідуальній дисципліні і по 3 чоловіки і жінки в змішаних дисциплінах).

## Правила кваліфікації
Кваліфікаційний відбір на літні Олімпійські ігри 2020 року розпочався наприкінці липня 2018 року і триватиме до 30 квітня 2020 року. За підсумками кожного відбіркового змагання путівки на Ігри завоюють до 5-ти найкращих стрільців, при цьому кожна країна може отримати не більш як 2 путівки в кожній дисципліні. Також для отримання олімпійських ліцензій стрільці під час попереднього етапу або кваліфікаційного раунду повинні були виконати такі нормативи:
| дисципліна                            | чоловіки | жінки | мікст |
| ------------------------------------- | -------- | ----- | ----- |
| Пневматична гвинтівка, 10 метрів      | 595,0    | 590,0 | 790,0 |
| Гвинтівка з трьох положень, 50 метрів | 1 135    | 1115  | -     |
| Пневматичний пістолет, 10 метрів      | 563      | 550   | 742   |
| Скорострільний пістолет, 25 метрів    | 560      | -     | -     |
| Пістолет, 25 метрів                   | -        | 555   | -     |
| трап                                  | 112      | 92    | 122   |
| скит                                  | 114      | 92    | -     |

Один стрілець може принести тільки одну ліцензію для своєї країни незалежно від дисципліни. Якщо путівку на Ігри отримує спортсмен, який вже кваліфікувався раніше, то квота дістається наступному найкращому стрільцю відбіркового турніру. Господарям Ігор збірній Японії гарантовано 12 квот, по одній в різних дисциплінах. Якщо японські спортсмени отримають олімпійські ліцензії в цих дисциплінах за підсумками різних відбіркових змагань, то невикористану квоту перерозподілять на користь НОК, чий стрілок мав найвищий результат серед спортсменів, що не кваліфікувались. Після закінчення відбіркових змагань спеціальна тристороння комісія розподілить 24 путівки.

## Розклад
| Турнір                                             | Дата                        | Місце                 |
| -------------------------------------------------- | --------------------------- | --------------------- |
| Чемпіонат світу зі стрільби 2018                   | 31 серпня – 15 вересня 2018 | Чханвон               |
| Чемпіонат Америки зі стрільби 201                  | 1–11 листопада 2018         | Гвадалахара (Мексика) |
| Кубок світу 2019, 1-й етап*                        | 20–28 лютого 2019           | Нью-Делі              |
| Кубок світу 2019, 2-й етап                         | 15–26 березня 2019          | Акапулько             |
| Кубок світу 2019, 3-й етап                         | 5–15 квітня 2019            | Аль-Айн               |
| Кубок світу 2019, 4-й етап                         | 23 квітня – 1 травня 2019   | Пекін                 |
| Кубок світу 2019, 5-й етап                         | 7–18 травня 2019            | Чханвон               |
| Кубок світу 2019, 6-й етап                         | May 24 – 1 червня 2019      | Мюнхен                |
| Європейські ігри 2019                              | 23–28 червня 2019           | Мінськ                |
| Панамериканські ігри 2019                          | 26 липня – 11 серпня 2019   | Ліма                  |
| Кубок світу 2019, 7-й етап                         | 15–22 серпня 2019           | Лахті                 |
| Кубок світу 2019, 8-й етап                         | 26 серпня – 3 вересня 2019  | Ріо-де-Жанейро        |
| Чемпіонат Європи зі стендової стрільби 2019        | 3–17 вересня 2019           | Лонато-дель-Гарда     |
| Чемпіонат Європи 2019 — стрільба на 25 - 50 метрів | 12–23 вересня 2019          | Болонья               |
| Чемпіонат Океанії зі стрільби 2019                 | 1–9 листопада 2019          | Сідней                |
| Чемпіонат Азії зі стрільби 2019                    | 3–11 листопада 2019         | Доха                  |
| Чемпіонат Африки зі стрільби 2019                  | 17–25 листопада 2019        | Тіпаза (руїни)        |
| Чемпіонат Європи 2020 — стрільба на 10 метрів      | 23 лютого – 1 березня 2020  | Вроцлав               |
| Чемпіонат Європи зі стендової стрільби 2021        | May 23 – 6 червня 2021      | Осієк                 |
| Чемпіонат Європи 2021 — стрільба на 25 - 50 метрів | May 23 – 6 червня 2021      | Осієк                 |
| Чемпіонат Європи 2021 — стрільба на 10 метрів      | May 23 – 6 червня 2021      | Осієк                 |
| Світовий олімпійський рейтинг ISSF                 | Травень – червень 2021      | —                     |
| Перерозподіл невикористаних квот                   | TBA                         | —                     |

## Підсумки кваліфікації
| Країна                           | Чоловіки | Чоловіки | Чоловіки | Чоловіки | Чоловіки | Чоловіки | Жінки  | Жінки  | Жінки | Жінки  | Жінки   | Жінки   | Змішані | Змішані | Змішані | Загалом | Загалом    |
| Країна                           | FR 3x40  | AR 60    | RFP      | AP 60    | TR 125   | SK 125   | R 3x40 | AR 60W | SP    | AP 60W | TR 125W | SK 125W | AR MIX  | AP MIX  | TR MIX  | Квоти   | Спортсмени |
| -------------------------------- | -------- | -------- | -------- | -------- | -------- | -------- | ------ | ------ | ----- | ------ | ------- | ------- | ------- | ------- | ------- | ------- | ---------- |
| Афганістан (AFG)                 |          | 1        |          |          |          |          |        |        |       |        |         |         |         |         |         | 1       | 1          |
| Албанія (ALB)                    |          |          |          |          |          |          |        |        |       | 1      |         |         |         |         |         | 1       | 1          |
| Алжир (ALG)                      |          |          |          |          |          |          |        | 1      |       |        |         |         |         |         |         | 1       | 1          |
| Аргентина (ARG)                  | 1        |          |          |          |          | 1        |        | 1      |       |        |         | 1       |         |         |         | 4       | 4          |
| Вірменія (ARM)                   |          |          |          |          |          |          |        |        |       | 1      |         |         |         |         |         | 1       | 1          |
| Аруба (ARU)                      |          |          |          | 1        |          |          |        |        |       |        |         |         |         |         |         | 1       | 1          |
| Австралія (AUS)                  | 1        | 2        | 1        | 1        | 2        | 1        | 1      | 1      | 1     | 1      | 2       | 1       |         |         |         | 15      | 15         |
| Австрія (AUT)                    |          | 1        |          |          |          |          |        |        |       | 1      |         |         |         |         |         | 2       | 2          |
| Азербайджан (AZE)                |          |          | 1        |          |          |          |        |        |       |        |         |         |         |         |         | 1       | 1          |
| Бахрейн (BRN)                    |          |          |          |          |          |          |        |        |       |        |         | 1       |         |         |         | 1       | 1          |
| Бангладеш (BAN)                  |          | 1        |          |          |          |          |        |        |       |        |         |         |         |         |         | 1       | 1          |
| Білорусь (BLR)                   | 1        |          |          |          |          |          | 1      |        |       | 1      |         |         |         |         |         | 3       | 3          |
| Бельгія (BEL)                    |          |          |          |          |          |          |        | 1      |       |        |         |         |         |         |         | 1       | 1          |
| Бутан (BHU)                      |          |          |          |          |          |          |        | 1      |       |        |         |         |         |         |         | 1       | 1          |
| Бразилія (BRA)                   |          |          |          | 1        |          |          |        |        |       |        |         |         |         |         |         | 1       | 1          |
| Болгарія (BUL)                   |          |          |          |          |          |          |        |        | 2     | 1      |         |         |         |         |         | 3       | 3          |
| Канада (CAN)                     |          |          |          |          |          |          |        |        |       | 1      |         |         |         |         |         | 1       | 1          |
| Чилі (CHI)                       |          |          |          |          |          |          |        |        |       |        |         | 1       |         |         |         | 1       | 1          |
| Китай (CHN)                      | 2        | 2        | 2        | 2        | 1        |          | 2      | 2      | 2     | 2      | 2       | 2       | 1       | 1       |         | 23      | 25         |
| Колумбія (COL)                   |          |          | 1        |          |          |          |        |        |       |        |         |         |         |         |         | 1       | 1          |
| Хорватія (CRO)                   |          | 2        |          |          | 1        |          | 1      |        |       |        |         |         |         |         |         | 4       | 4          |
| Куба (CUB)                       |          |          | 2        | 1        |          |          | 1      |        |       | 1      |         |         |         |         |         | 5       | 5          |
| Кіпр (CYP)                       |          |          |          |          | 1        | 2        |        |        |       |        |         | 1       |         |         |         | 4       | 4          |
| Чехія (CZE)                      | 2        | 1        |          |          | 2        | 1        |        | 1      |       |        |         | 1       |         |         |         | 8       | 8          |
| Данія (DEN)                      | 1        |          |          |          |          | 1        | 1      | 1      |       |        |         |         |         |         |         | 4       | 4          |
| Еквадор (ECU)                    |          |          |          |          |          |          |        |        | 1     | 1      |         |         |         |         |         | 2       | 2          |
| Єгипет (EGY)                     | 1        | 1        |          | 1        | 2        | 2        | 1      |        |       | 2      | 1       |         |         |         |         | 11      | 11         |
| Естонія (EST)                    |          |          | 1        |          |          |          |        |        |       |        |         |         |         |         |         | 1       | 1          |
| Фінляндія (FIN)                  |          |          |          |          |          | 2        |        |        |       |        | 1       |         |         |         |         | 3       | 3          |
| Франція (FRA)                    |          |          | 2        |          |          | 2        |        | 1      | 2     |        | 2       | 1       |         |         |         | 10      | 10         |
| Грузія (GEO)                     |          |          |          |          |          |          |        |        |       | 1      |         |         |         |         |         | 1       | 1          |
| Німеччина (GER)                  |          |          | 2        |          | 1        |          | 1      |        | 2     | 1      |         | 1       |         |         |         | 8       | 8          |
| Велика Британія (GBR)            |          |          |          |          | 2        |          | 1      |        |       |        | 1       | 1       |         |         |         | 5       | 5          |
| Греція (GRE)                     |          |          |          |          |          | 1        |        |        |       | 1      |         |         |         |         |         | 2       | 2          |
| Гватемала (GUA)                  |          |          |          |          |          | 1        |        |        |       |        | 2       |         |         |         |         | 3       | 3          |
| Гонконг (HKG)                    |          |          | 1        |          |          |          |        |        |       |        |         |         |         |         |         | 1       | 1          |
| Угорщина (HUN)                   | 1        | 1        |          |          |          |          |        | 1      | 1     |        |         |         |         |         |         | 4       | 4          |
| Індія (IND)                      | 2        | 2        |          | 2        |          | 2        | 2      | 2      | 2     | 1      |         |         |         |         |         | 15      | 15         |
| Індонезія (INA)                  |          |          |          |          |          |          |        | 1      |       |        |         |         |         |         |         | 1       | 1          |
| Іран (IRI)                       | 1        |          |          | 1        |          |          | 1      | 2      |       | 1      |         |         |         |         |         | 6       | 6          |
| Ірак (IRQ)                       |          |          |          |          |          |          |        |        |       | 1      |         |         |         |         |         | 1       | 1          |
| Ірландія (IRL)                   |          |          |          |          | 1        |          |        |        |       |        |         |         |         |         |         | 1       | 1          |
| Ізраїль (ISR)                    |          | 1        |          |          |          |          |        |        |       |        |         |         |         |         |         | 1       | 1          |
| Італія (ITA)                     | 2        | 1        | 2        | 1        | 1        | 2        | 1      |        |       |        | 2       | 2       |         |         |         | 14      | 14         |
| Японія (JPN)                     | 1        | 1        | 1        | 1        | 1        | 1        | 1      | 1      | 1     | 1      | 1       | 1       |         |         |         | 12      | 12         |
| Йорданія (JOR)                   |          |          |          |          |          |          |        |        |       |        | 1       |         |         |         |         | 1       | 1          |
| Казахстан (KAZ)                  | 1        |          |          |          |          |          |        |        |       |        | 1       | 1       |         |         |         | 3       | 3          |
| Косово (KOS)                     |          | 1        |          |          |          |          |        |        |       |        |         |         |         |         |         | 1       | 1          |
| Кувейт (KUW)                     |          |          |          |          | 2        | 2        |        |        |       |        |         |         |         |         |         | 4       | 4          |
| Латвія (LAT)                     |          |          |          |          |          |          |        |        | 1     |        |         |         |         |         |         | 1       | 1          |
| Ліван (LBN)                      |          |          |          |          |          |          |        |        |       |        | 1       |         |         |         |         | 1       | 1          |
| Литва (LTU)                      | 1        |          |          |          |          |          |        |        |       |        |         |         |         |         |         | 1       | 1          |
| Малайзія (MAS)                   |          |          |          |          |          |          | 1      |        |       |        |         |         |         |         |         | 1       | 1          |
| Мальта (MLT)                     |          |          |          |          |          |          |        |        | 1     |        |         |         |         |         |         | 1       | 1          |
| Мексика (MEX)                    | 1        | 1        |          |          | 1        |          |        |        |       |        | 1       | 1       |         |         |         | 5       | 5          |
| Монголія (MGL)                   |          |          |          | 1        |          |          |        | 1      | 1     | 1      |         |         |         |         |         | 4       | 4          |
| Марокко (MAR)                    |          |          |          |          |          |          |        |        |       |        |         | 1       |         |         |         | 1       | 1          |
| М'янма (MYA)                     |          |          |          | 1        |          |          |        |        |       |        |         |         |         |         |         | 1       | 1          |
| Непал (NEP)                      |          |          |          |          |          |          |        | 1      |       |        |         |         |         |         |         | 1       | 1          |
| Нідерланди (NED)                 |          | 1        |          |          |          |          |        |        |       |        |         |         |         |         |         | 1       | 1          |
| Нова Зеландія (NZL)              |          |          |          |          |          |          |        |        |       |        | 1       | 1       |         |         |         | 2       | 2          |
| Нікарагуа (NCA)                  |          |          |          | 1        |          |          |        |        |       |        |         |         |         |         |         | 1       | 1          |
| Північна Македонія (MKD)         |          |          |          | 1        |          |          |        |        |       |        |         |         |         |         |         | 1       | 1          |
| Норвегія (NOR)                   | 2        |          |          |          |          | 1        | 2      |        |       |        |         |         |         |         |         | 5       | 5          |
| Оман (OMA)                       | 1        |          |          |          |          |          |        |        |       |        |         |         |         |         |         | 1       | 1          |
| Пакистан (PAK)                   |          |          | 2        | 1        |          |          |        |        |       |        |         |         |         |         |         | 3       | 3          |
| Перу (PER)                       |          |          | 1        |          | 1        | 1        |        |        |       |        |         |         |         |         |         | 3       | 3          |
| Польща (POL)                     | 1        |          |          |          |          |          |        | 1      |       | 1      | 1       | 1       |         |         |         | 5       | 5          |
| Португалія (POR)                 |          |          |          |          | 1        |          |        |        |       |        |         |         |         |         |         | 1       | 1          |
| Пуерто-Рико (PUR)                |          |          |          |          |          |          | 1      |        |       |        |         |         |         |         |         | 1       | 1          |
| Катар (QAT)                      |          |          |          |          | 1        |          |        |        |       |        |         |         |         |         |         | 1       | 1          |
| Збірна біженців (ROT)            |          |          |          |          |          |          |        |        |       | 1      |         |         |         |         |         | 1       | 1          |
| Румунія (ROU)                    |          |          |          |          |          |          |        | 1      |       |        |         |         |         |         |         | 1       | 1          |
| Росія (RUS)                      |          | 2        | 2        | 2        | 1        |          | 2      | 1      | 2     |        | 2       | 2       | 1       | 1       | 1       | 19      | 22         |
| Сан-Марино (SMR)                 |          |          |          |          | 1        |          |        |        |       |        | 1       |         |         |         |         | 2       | 2          |
| Саудівська Аравія (KSA)          |          |          |          |          |          | 1        |        |        |       |        |         |         |         |         |         | 1       | 1          |
| Сенегал (SEN)                    |          |          |          |          |          |          |        |        |       |        |         | 1       |         |         |         | 1       | 1          |
| Сербія (SRB)                     | 1        | 1        |          | 1        |          |          | 1      | 1      |       | 2      |         |         |         |         |         | 7       | 7          |
| Сінгапур (SGP)                   |          |          |          |          |          |          |        | 1      |       |        |         |         |         |         |         | 1       | 1          |
| Словаччина (SVK)                 |          | 1        |          | 1        | 1        |          |        |        |       |        | 1       | 1       |         |         | 1       | 6       | 7          |
| Словенія (SLO)                   |          |          |          |          |          |          | 1      |        |       |        |         |         |         |         |         | 1       | 1          |
| Південна Корея (KOR)             | 1        | 1        | 2        | 2        |          | 1        | 2      | 2      | 1     | 2      |         | 1       |         |         |         | 15      | 15         |
| Іспанія (ESP)                    |          |          |          |          | 1        |          |        |        |       |        | 1       |         |         |         |         | 2       | 2          |
| Шрі-Ланка (SRI)                  |          |          |          |          |          |          |        | 1      |       |        |         |         |         |         |         | 1       | 1          |
| Швеція (SWE)                     |          |          |          |          |          | 1        |        |        |       |        |         |         |         |         |         | 1       | 1          |
| Швейцарія (SUI)                  |          |          |          |          |          |          | 1      |        | 1     |        |         |         |         |         |         | 2       | 2          |
| Китайський Тайбей (TPE)          |          | 1        |          |          | 1        |          |        | 1      | 1     | 1      |         |         |         |         |         | 5       | 5          |
| Таїланд (THA)                    |          |          | 1        |          | 1        |          |        |        | 2     |        |         | 2       |         |         |         | 6       | 6          |
| Туніс (TUN)                      |          |          |          | 1        |          |          |        |        | 1     |        |         |         |         |         |         | 2       | 2          |
| Туреччина (TUR)                  |          | 1        | 1        | 2        |          |          |        |        |       |        |         |         |         |         |         | 4       | 4          |
| Україна (UKR)                    |          | 1        | 1        | 2        |          |          |        |        | 1     |        |         | 1       |         |         |         | 6       | 6          |
| Об'єднані Арабські Емірати (UAE) |          |          |          |          |          | 1        |        |        |       |        |         |         |         |         |         | 1       | 1          |
| США (USA)                        | 2        | 2        | 1        | 2        | 2        | 2        | 2      | 2      | 2     |        | 2       | 2       |         |         |         | 21      | 21         |
| Уругвай (URU)                    |          |          |          |          |          |          |        |        |       | 1      |         |         |         |         |         | 1       | 1          |
| Узбекистан (UZB)                 |          |          |          |          |          |          | 1      |        |       |        |         |         |         |         |         | 1       | 1          |
| Венесуела (VEN)                  | 1        |          |          |          |          |          |        |        |       |        |         |         |         |         |         | 1       | 1          |
| В'єтнам (VIE)                    |          |          |          | 1        |          |          |        |        |       |        |         |         |         |         |         | 1       | 1          |
| Ємен (YEM)                       |          |          |          |          |          |          |        |        |       | 1      |         |         |         |         |         | 1       | 1          |
| Загалом: 98 HOKs                 | 29       | 30       | 27       | 31       | 29       | 29       | 29     | 30     | 27    | 31     | 27      | 29      | 2       | 2       | 2       | 354     | 360        |

## гвинтівка з трьох положень, 50 метрів (чоловіки)
| Турнір                                                  | Квоти | Країна               | Спортсмен, що кваліфікувався | Спортсмен, що виступатиме |
| ------------------------------------------------------- | ----- | -------------------- | ---------------------------- | ------------------------- |
| Країна-господарка                                       | 1     | Японія (JPN)         | Н/Д                          | Такаюкі Мацумото          |
| Чемпіонат світу 2018                                    | 4     | Польща (POL)         | Томаш Бартник                |                           |
| Чемпіонат світу 2018                                    | 4     | США (USA)            | Майкл Макфейл                | Ніколаус Моврер           |
| Чемпіонат світу 2018                                    | 4     | Норвегія (NOR)       | Генрік Ларсен                |                           |
| Чемпіонат світу 2018                                    | 4     | Китай (CHN)          | Ян Хаожань                   | Чжан Чанхун               |
| Чемпіонати Америки 2018                                 | 1     | США (USA)            | Джордж Нортон                | Патрік Сандерман          |
| Кубок світу 2019, 1-й етап                              | 2     | Угорщина (HUN)       | Іштван Пені                  |                           |
| Кубок світу 2019, 1-й етап                              | 2     | Італія (ITA)         | Марко Де Ніколо              |                           |
| Кубок світу 2019, 4-й етап                              | 2     | Чехія (CZE)          | Філіп Непейхал               |                           |
| Кубок світу 2019, 4-й етап                              | 2     | Китай (CHN)          | Чжао Чжунхао                 | Чжао Чжунхао              |
| Кубок світу 2019, 6-й етап                              | 2     | Південна Корея (KOR) | Кім Чон Хьон                 | Kim Sang-do               |
| Кубок світу 2019, 6-й етап                              | 2     | Сербія (SRB)         | Мілутін Стефанович           |                           |
| Європейські ігри 2019                                   | 1     | Білорусь (BLR)       | Юрій Щербацевич              |                           |
| Панамериканські ігри 2019                               | 2     | Мексика (MEX)        | Хосе Луїс Санчес             | Хосе Луїс Санчес          |
| Панамериканські ігри 2019                               | 2     | Аргентина (ARG)      | Алексіс Ебернхардт           | Алексіс Ебернхардт        |
| Кубок світу 2019, 8-й етап                              | 2     | Індія (IND)          | Санджів Раджпут              | Санджів Раджпут           |
| Кубок світу 2019, 8-й етап                              | 2     | Норвегія (NOR)       | Simon Claussen               |                           |
| Чемпіонат Європи 2019 — стрільба на 25 і 50 метрів 2019 | 2     | Чехія (CZE)          | Petr Nymburský               |                           |
| Чемпіонат Європи 2019 — стрільба на 25 і 50 метрів 2019 | 2     | Італія (ITA)         | Лоренцо Баччі                |                           |
| Чемпіонат Океанії 2019                                  | 1     | Австралія (AUS)      | Джек Россітер                | Джек Россітер             |
| Чемпіонат Азії 2019                                     | 3     | Індія (IND)          | Айшварі Томар                | Айшварі Томар             |
| Чемпіонат Азії 2019                                     | 3     | Іран (IRI)           | Маг'яр Седагат               |                           |
| Чемпіонат Азії 2019                                     | 3     | Казахстан (KAZ)      | Юрій Юрков                   | Юрій Юрков                |
| Чемпіонат Африки 2019                                   | 1     | Єгипет (EGY)         | Осама Ель-Саїд               |                           |
| Чемпіонат Європи 2021 — стрільба на 25 і 50 метрів 2019 | 1     | Литва (LTU)          | Кароліс Гіруліс              |                           |
| Світовий олімпійський рейтинг ISSF                      | 1     | Данія (DEN)          | Н/Д                          | Стеффен Ольсен            |
| Запрошення тристоронньої комісії                        | 1     | Оман (OMA)           | Н/Д                          | Ахмед Саїд Аль-Хатрі      |
| Перерозподіл невикористаних квот                        | 1     | Венесуела (VEN)      | Н/Д                          | Хуліо Ємма                |
| Загалом                                                 | 29    |                      |                              |                           |

## пневматична гвинтівка, 10 метрів (чоловіки)
| Турнір                                        | Квоти | Країна                  | Спортсмен, що кваліфікувався | Спортсмен, що виступатиме |
| --------------------------------------------- | ----- | ----------------------- | ---------------------------- | ------------------------- |
| Чемпіонат світу 2018                          | 4     | Росія (RUS)             | Каменський Сергій Ігорович   |                           |
| Чемпіонат світу 2018                          | 4     | Хорватія (CRO)          | Петар Горша                  |                           |
| Чемпіонат світу 2018                          | 4     | Хорватія (CRO)          | Міран Марічич                |                           |
| Чемпіонат світу 2018                          | 4     | Китай (CHN)             | Хуей Цзичен                  | Ян Хаожань                |
| Чемпіонат Америки 2018                        | 1     | США (USA)               | Демпстер Крістенсон          | Вілл Шейнер               |
| Кубок світу 2019, 1-й етап                    | 2     | Китай (CHN)             | Лю Юйкунь                    |                           |
| Кубок світу 2019, 1-й етап                    | 2     | Австрія (AUT)           | Мартін Штремпфль             |                           |
| Кубок світу 2019, 4-й етап                    | 2     | Індія (IND)             | Divyansh Singh Panwar        | Divyansh Singh Panwar     |
| Кубок світу 2019, 4-й етап                    | 2     | Росія (RUS)             | Григорій Шамаков             |                           |
| Кубок світу 2019, 6-й етап                    | 2     | Україна (UKR)           | Царьков Олег Сергійович      |                           |
| Кубок світу 2019, 6-й етап                    | 2     | Італія (ITA)            | Марко Суппіні                |                           |
| Європейські ігри 2019                         | 1     | Ізраїль (ISR)           | Сергій Ріхтер                | Сергій Ріхтер             |
| Панамериканські ігри 2019                     | 2     | США (USA)               | Лукас Козенєскі              | Лукас Козенєскі           |
| Панамериканські ігри 2019                     | 2     | Мексика (MEX)           | Едсон Рамірес                | Едсон Рамірес             |
| Кубок світу 2019, 8-й етап                    | 2     | Словаччина (SVK)        | Patrik Jány                  |                           |
| Кубок світу 2019, 8-й етап                    | 2     | Австралія (AUS)         | Дейн Семпсон                 | Дейн Семпсон              |
| Чемпіонат Океанії 2019                        | 1     | Австралія (AUS)         | Алекс Гоберґ                 | Алекс Гоберґ              |
| Чемпіонат Азії 2019                           | 3     | Індія (IND)             | Діпак Кумар                  | Діпак Кумар               |
| Чемпіонат Азії 2019                           | 3     | Китайський Тайбей (TPE) | Lu Shao-chuan                |                           |
| Чемпіонат Азії 2019                           | 3     | Японія (JPN)            | Масая Ендо                   | Наоя Окада                |
| Чемпіонат Африки 2019                         | 1     | Єгипет (EGY)            | Юссеф Маккар                 |                           |
| Чемпіонат Європи 2020 — стрільба на 10 метрів | 2     | Угорщина (HUN)          | Петер Шиді                   |                           |
| Чемпіонат Європи 2020 — стрільба на 10 метрів | 2     | Туреччина (TUR)         | Омер Акґюн                   | Омер Акґюн                |
| Чемпіонат Європи 2021 — стрільба на 10 метрів | 2     | Сербія (SRB)            | Міленко Себич                |                           |
| Чемпіонат Європи 2021 — стрільба на 10 метрів | 2     | Чехія (CZE)             | David Hrčkulák               |                           |
| Світовий олімпійський рейтинг ISSF            | 1     | Південна Корея (KOR)    | Н/Д                          | Nam Tae-yun               |
| Запрошення тристоронньої комісії              | 3     | Афганістан (AFG)        | Н/Д                          | Махді Шоджаеї             |
| Запрошення тристоронньої комісії              | 3     | Бангладеш (BAN)         | Н/Д                          | Абдулла Хель Бакі         |
| Запрошення тристоронньої комісії              | 3     | Косово (KOS)            | Н/Д                          | Дрілон Ібрахімі           |
| Перерозподіл невикористаних квот[c]           | 1     | Нідерланди (NED)        | Н/Д                          | Петер Гелленбранд         |
| Загалом                                       | 30    |                         |                              |                           |

## швидкісний пістолет, 25 метрів (чоловіки)
| Турнір                                             | Квоти | Країна               | Спортсмен, що кваліфікувався   | Спортсмен, що виступатиме |
| -------------------------------------------------- | ----- | -------------------- | ------------------------------ | ------------------------- |
| Чемпіонат світу 2018                               | 4     | Китай (CHN)          | Лінь Дзюньмінь                 | Лінь Дзюньмінь            |
| Чемпіонат світу 2018                               | 4     | Китай (CHN)          | Чжан Цзянь                     | Лі Юехун                  |
| Чемпіонат світу 2018                               | 4     | Франція (FRA)        | Жан Кікампуа                   | Жан Кікампуа              |
| Чемпіонат світу 2018                               | 4     | Росія (RUS)          | Олексій Климов                 |                           |
| Чемпіонат Америки 2018                             | 1     | Куба (CUB)           | Леуріс Пупо                    |                           |
| Кубок світу 2019, 4-й етап[a]                      | 3     | Німеччина (GER)      | Олівер Гайс                    | Олівер Гайс               |
| Кубок світу 2019, 4-й етап[a]                      | 3     | США (USA)            | Генрі Леверет                  | Кейт Сандерсон            |
| Кубок світу 2019, 4-й етап[a]                      | 3     | Україна (UKR)        | Петрів Олександр Святославович |                           |
| Кубок світу 2019, 6-й етап[a]                      | 3     | Франція (FRA)        | Клеман Бессаге                 | Клеман Бессаге            |
| Кубок світу 2019, 6-й етап[a]                      | 3     | Росія (RUS)          | Alexander Alifirenko           |                           |
| Кубок світу 2019, 6-й етап[a]                      | 3     | Німеччина (GER)      | Крістіан Райц                  | Крістіан Райц             |
| Європейські ігри 2019                              | 1     | Туреччина (TUR)      | Озґюр Варлик                   | Озґюр Варлик              |
| Панамериканські ігри 2019                          | 2     | Куба (CUB)           | Хорхе Альварес                 |                           |
| Панамериканські ігри 2019                          | 2     | Перу (PER)           | Марко Каррільо                 | Марко Каррільо            |
| Кубок світу 2019, 8-й етап                         | 2     | Пакистан (PAK)       | Мухаммад Халіль Ахтар          | Мухаммад Халіль Ахтар     |
| Кубок світу 2019, 8-й етап                         | 2     | Південна Корея (KOR) | Кім Чон Хон                    | Han Dae-yoon              |
| Чемпіонат Європи 2019 — стрільба на 25 і 50 метрів | 2     | Італія (ITA)         | Ріккардо Маццетті              |                           |
| Чемпіонат Європи 2019 — стрільба на 25 і 50 метрів | 2     | Азербайджан (AZE)    | Руслан Лунев                   | Руслан Лунев              |
| Чемпіонат Океанії 2019                             | 1     | Австралія (AUS)      | Сергій Евглевський             | Сергій Евглевський        |
| Чемпіонат Азії 2019                                | 4     | Японія (JPN)         | Теруйосі Акіяма                |                           |
| Чемпіонат Азії 2019                                | 4     | Південна Корея (KOR) | Song Jong-ho                   | Song Jong-ho              |
| Чемпіонат Азії 2019                                | 4     | Пакистан (PAK)       | Гулам Мустафа Башир            | Гулам Мустафа Башир       |
| Чемпіонат Азії 2019                                | 4     | Таїланд (THA)        | Ісарануудом Фуріхіранфат       |                           |
| Чемпіонат Європи 2021 — стрільба на 25 і 50 метрів | 1     | Італія (ITA)         | Томмазо Келлі                  |                           |
| Світовий олімпійський рейтинг ISSF                 | 1     | Естонія (EST)        | Н/Д                            | Пеетер Олеськ             |
| Перерозподіл невикористаних квот[c][e]             | 2     | Колумбія (COL)       | Н/Д                            | Бернардо Тобар Прадо      |
| Перерозподіл невикористаних квот[c][e]             | 2     | Гонконг (HKG)        | Н/Д                            | Чень Хаохуей              |
| Загалом                                            | 27    |                      |                                |                           |

## пневматичний пістолет, 10 метрів (чоловіки)
| Турнір                                        | Квоти | Країна                           | Спортсмен, що кваліфікувався | Спортсмен, що виступатиме |
| --------------------------------------------- | ----- | -------------------------------- | ---------------------------- | ------------------------- |
| Країна-господарка                             | 1     | Японія (JPN)                     | Н/Д                          | Кодзіро Хорімідзу         |
| Чемпіонат світу 2018                          | 4     | Південна Корея (KOR)             | Чін Чон О                    | Чін Чон О                 |
| Чемпіонат світу 2018                          | 4     | Росія (RUS)                      | Артем Черноусов              |                           |
| Чемпіонат світу 2018                          | 4     | Південна Корея (KOR)             | Лі Те Мьон                   | Kim Mo-se                 |
| Чемпіонат світу 2018                          | 4     | Україна (UKR)                    | Коростильов Павло Сергійович |                           |
| Чемпіонат Америки 2018                        | 1     | США (USA)                        | Джеймс Гол                   | Джеймс Гол                |
| Кубок світу 2019, 1-й етап                    | 2     | Індія (IND)                      | Саурабг Чаудгарі             | Саурабг Чаудгарі          |
| Кубок світу 2019, 1-й етап                    | 2     | Сербія (SRB)                     | Дамір Мікец                  |                           |
| Кубок світу 2019, 4-й етап                    | 2     | Індія (IND)                      | Абгішек Верма                | Абгішек Верма             |
| Кубок світу 2019, 4-й етап                    | 2     | Монголія (MGL)                   | Enkhtaivany Davaakhüü        |                           |
| Кубок світу 2019, 6-й етап                    | 2     | Китай (CHN)                      | Пан Вей                      | Пан Вей                   |
| Кубок світу 2019, 6-й етап                    | 2     | Китай (CHN)                      | У Цзяюй                      | Чжан Бовень               |
| Європейські ігри 2019                         | 1     | Україна (UKR)                    | Омельчук Олег Петрович       |                           |
| Панамериканські ігри 2019                     | 2     | Куба (CUB)                       | Хорхе Грау                   |                           |
| Панамериканські ігри 2019                     | 2     | США (USA)                        | Ніколаус Моврер              | Ніколаус Моврер           |
| Кубок світу 2019, 8-й етап                    | 2     | Туреччина (TUR)                  | Ісмаїл Келеш                 | Ісмаїл Келеш              |
| Кубок світу 2019, 8-й етап                    | 2     | Туреччина (TUR)                  | Юсуф Дікеч                   | Юсуф Дікеч                |
| Чемпіонат Океанії 2019                        | 1     | Австралія (AUS)                  | Бейлі Ґроувз                 | Деніел Репачолі           |
| Чемпіонат Азії 2019                           | 2     | Іран (IRI)                       | Джавад Форугі                |                           |
| Чемпіонат Азії 2019                           | 2     | Пакистан (PAK)                   | Гульфам Джозеф               | Гульфам Джозеф            |
| Чемпіонат Африки 2019                         | 2     | Туніс (TUN)                      | Ала Аль-Отмані               |                           |
| Чемпіонат Африки 2019                         | 2     | Єгипет (EGY)                     | Самі Абдель Разек            |                           |
| Чемпіонат Європи 2020 — стрільба на 10 метрів | 2     | Італія (ITA)                     | Паоло Монна                  |                           |
| Чемпіонат Європи 2020 — стрільба на 10 метрів | 2     | Словаччина (SVK)                 | Юрай Тужінський              |                           |
| Чемпіонат Європи 2021 — стрільба на 10 метрів | 1     | Олімпійський комітет Росії (ROC) | Вадим Мухаметьянов           |                           |
| Світовий олімпійський рейтинг ISSF            | 1     | Бразилія (BRA)                   | Н/Д                          | Феліпе Алмейда Ву         |
| Запрошення тристоронньої комісії              | 4     | Аруба (ARU)                      | Н/Д                          | Філіп Ельгаґе             |
| Запрошення тристоронньої комісії              | 4     | М'янма (MYA)                     | Н/Д                          | Наун Є Тун                |
| Запрошення тристоронньої комісії              | 4     | Нікарагуа (NCA)                  | Н/Д                          | Едвін Барберена           |
| Запрошення тристоронньої комісії              | 4     | Північна Македонія (MKD)         | Н/Д                          | Бор'ян Бранковський       |
| Перерозподіл невикористаних квот[g]           | 1     | В'єтнам (VIE)                    | Н/Д                          | Чан Куок Кионг            |
| Загалом                                       | 31    |                                  |                              |                           |

## трап (чоловіки)
| Турнір                                      | Квоти | Країна                  | Спортсмен, що кваліфікувався | Спортсмен, що виступатиме |
| ------------------------------------------- | ----- | ----------------------- | ---------------------------- | ------------------------- |
| Країна-господарка                           | 1     | Японія (JPN)            | Н/Д                          | Сіґетака Ояма             |
| Чемпіонат світу 2018                        | 4     | Іспанія (ESP)           | Альберто Фернандес           |                           |
| Чемпіонат світу 2018                        | 4     | Словаччина (SVK)        | Ерік Варга                   |                           |
| Чемпіонат світу 2018                        | 4     | Кувейт (KUW)            | Абдулрахман Аль-Файхам       |                           |
| Чемпіонат світу 2018                        | 4     | Австралія (AUS)         | Джеймс Віллет                | Джеймс Віллет             |
| Чемпіонат Америки 2018                      | 2     | Перу (PER)              | Алессандро де Соуса          | Алессандро де Соуса       |
| Чемпіонат Америки 2018                      | 2     | Мексика (MEX)           | Хорхе Ороско                 | Хорхе Ороско              |
| Кубок світу 2019, 2-й етап                  | 2     | Єгипет (EGY)            | Ахмед Захер                  |                           |
| Кубок світу 2019, 2-й етап                  | 2     | Китай (CHN)             | Юй Хайчен                    |                           |
| Кубок світу 2019, 3-й етап                  | 2     | Хорватія (CRO)          | Йосип Гласнович              |                           |
| Кубок світу 2019, 3-й етап                  | 2     | Таїланд (THA)           | Савате Срестхапорн           |                           |
| Кубок світу 2019, 5-й етап                  | 2     | Кіпр (CYP)              | Андреас Макрі                | Андреас Макрі             |
| Кубок світу 2019, 5-й етап                  | 2     | Велика Британія (GBR)   | Метью Ковард-Голлі           | Метью Ковард-Голлі        |
| Європейські ігри 2019                       | 1     | Чехія (CZE)             | Давид Костелецький           |                           |
| Панамериканські ігри 2019                   | 2     | США (USA)               | Браян Берроуз                | Браян Берроуз             |
| Панамериканські ігри 2019                   | 2     | США (USA)               | Дерек Галдеман               | Деррік Мейн               |
| Кубок світу 2019, 7-й етап                  | 2     | Росія (RUS)             | Аліпов Олексій Олександрович |                           |
| Кубок світу 2019, 7-й етап                  | 2     | Португалія (POR)        | Жуан Азеведо                 |                           |
| Чемпіонат Європи зі стендової стрільби 2019 | 2     | Чехія (CZE)             | Їржі Ліптак                  |                           |
| Чемпіонат Європи зі стендової стрільби 2019 | 2     | Велика Британія (GBR)   | Аарон Гедінґ                 | Аарон Гедінґ              |
| Чемпіонат Океанії 2019                      | 1     | Австралія (AUS)         | Мітчелл Айлз                 | Томас Ґрайс               |
| Чемпіонат Азії 2019                         | 3     | Кувейт (KUW)            | Талаль Аль-Рашіді            |                           |
| Чемпіонат Азії 2019                         | 3     | Китайський Тайбей (TPE) | Ян Куньпі                    |                           |
| Чемпіонат Азії 2019                         | 3     | Катар (QAT)             | Мохаммед Аль-Румаїхі         |                           |
| Чемпіонат Африки 2019                       | 1     | Єгипет (EGY)            | Абдель Азіз Мехельба         |                           |
| Чемпіонат Європи зі стендової стрільби 2021 | 1     | Італія (ITA)            | Мауро Де Філіппіс            |                           |
| Світовий олімпійський рейтинг ISSF          | 1     | Німеччина (GER)         | Н/Д                          | Андреас Льов              |
| Запрошення тристоронньої комісії            | 1     | Сан-Марино (SMR)        | Н/Д                          | Жіан Марко Берті          |
| Перерозподіл невикористаних квот            | 1     | Ірландія (IRL)          | Н/Д                          | Дерек Барнет              |
| Загалом                                     | 29    |                         |                              |                           |

## скит (чоловіки)
| Турнір                                      | Квоти | Країна                           | Спортсмен, що кваліфікувався | Спортсмен, що виступатиме |
| ------------------------------------------- | ----- | -------------------------------- | ---------------------------- | ------------------------- |
| Країна-господарка                           | 1     | Японія (JPN)                     | Н/Д                          | Хіроюкі Ікава             |
| Чемпіонат світу 2018                        | 4     | США (USA)                        | Вінсент Генкок               | Вінсент Генкок            |
| Чемпіонат світу 2018                        | 4     | Норвегія (NOR)                   | Ерік Ватннал                 | Ерік Ватннал              |
| Чемпіонат світу 2018                        | 4     | Італія (ITA)                     | Ріккардо Філіппеллі          | Таммаро Кассандро         |
| Чемпіонат світу 2018                        | 4     | Франція (FRA)                    | Еммануель Петі               | Еммануель Петі            |
| Чемпіонат Америки 2018                      | 1     | США (USA)                        | Френк Томпсон                | Філліп Джанґман           |
| Кубок світу 2019, 2-й етап                  | 2     | Італія (ITA)                     | Габріеле Россетті            | Габріеле Россетті         |
| Кубок світу 2019, 2-й етап                  | 2     | Чехія (CZE)                      | Якуб Томечек                 |                           |
| Кубок світу 2019, 3-й етап                  | 2     | Кувейт (KUW)                     | Мансур Аль-Рашиді            |                           |
| Кубок світу 2019, 3-й етап                  | 2     | Данія (DEN)                      | Єспер Хансен                 | Єспер Хансен              |
| Кубок світу 2019, 5-й етап                  | 2     | Південна Корея (KOR)             | Kang Hyun-suk                | Lee Jong-jun              |
| Кубок світу 2019, 5-й етап                  | 2     | Фінляндія (FIN)                  | Ларі Песонен                 | Ларі Песонен              |
| Європейські ігри 2019                       | 1     | Швеція (SWE)                     | Стефан Нільссон              | Стефан Нільссон           |
| Панамериканські ігри 2019                   | 2     | Гватемала (GUA)                  | Хуан Шеффер                  | Хуан Шеффер               |
| Панамериканські ігри 2019                   | 2     | Перу (PER)                       | Ніколас Пачеко               | Ніколас Пачеко            |
| Кубок світу 2019, 7-й етап                  | 2     | Франція (FRA)                    | Ерік Делоне                  | Ерік Делоне               |
| Кубок світу 2019, 7-й етап                  | 2     | Єгипет (EGY)                     | Азмі Мехельба                |                           |
| Чемпіонат Європи зі стендової стрільби 2019 | 2     | Греція (GRE)                     | Ніколаос Мавромматіс         | Ніколаос Мавромматіс      |
| Чемпіонат Європи зі стендової стрільби 2019 | 2     | Кіпр (CYP)                       | Дімітріс Константіну         | Дімітріс Константіну      |
| Чемпіонат Океанії 2019                      | 1     | Австралія (AUS)                  | Пол Адамс                    | Пол Адамс                 |
| Чемпіонат Азії 2019                         | 3     | Індія (IND)                      | Ангад Баджва                 | Ангад Баджва              |
| Чемпіонат Азії 2019                         | 3     | Індія (IND)                      | Майрадж Ахмад Хан            | Майрадж Ахмад Хан         |
| Чемпіонат Азії 2019                         | 3     | Кувейт (KUW)                     | Сауд Хабіб                   |                           |
| Чемпіонат Африки 2019                       | 1     | Єгипет (EGY)                     | Мостафа Хамді                |                           |
| Чемпіонат Європи зі стендової стрільби 2021 | 2     | Кіпр (CYP)                       | Георгіос Ахіллеос            | Георгіос Ахіллеос         |
| Чемпіонат Європи зі стендової стрільби 2021 | 2     | Фінляндія (FIN)                  | Еету Калліойнен              | Еету Калліойнен           |
| Світовий олімпійський рейтинг ISSF          | 1     | Аргентина (ARG)                  | Н/Д                          | Федеріко Хіль             |
| Перерозподіл невикористаних квот            | 2     | Саудівська Аравія (KSA)          | Н/Д                          | Саїд Аль-Мутаїрі          |
| Перерозподіл невикористаних квот            | 2     | Об'єднані Арабські Емірати (UAE) | Н/Д                          | Саїф Бін Футтаїс          |
| Загалом                                     | 29    |                                  |                              |                           |

## гвинтівка з трьох положень, 50 метрів (жінки)
| Турнір                                             | Квоти | Країна                | Спортсмен, що кваліфікувався | Спортсмен, що виступатиме |
| -------------------------------------------------- | ----- | --------------------- | ---------------------------- | ------------------------- |
| Чемпіонат світу 2018                               | 4     | Росія (RUS)           | Юлія Карімова                |                           |
| Чемпіонат світу 2018                               | 4     | Німеччина (GER)       | Ізабелла Штрауб              | Jolyn Beer                |
| Чемпіонат світу 2018                               | 4     | Хорватія (CRO)        | Снєжана Пейчич               |                           |
| Чемпіонат світу 2018                               | 4     | Велика Британія (GBR) | Сіонейд Макінтош             | Сіонейд Макінтош          |
| Чемпіонат Америки 2018                             | 1     | США (USA)             | Сара Берд                    | Саґен Маддалена           |
| Кубок світу 2019, 1-й етап                         | 2     | Швейцарія (SUI)       | Ніна Крістен                 |                           |
| Кубок світу 2019, 1-й етап                         | 2     | Китай (CHN)           | Ши Мен'яо                    | Ши Мен'яо                 |
| Кубок світу 2019, 4-й етап                         | 2     | Південна Корея (KOR)  | Bae Sang-hee                 |                           |
| Кубок світу 2019, 4-й етап                         | 2     | Норвегія (NOR)        | Еанетте Геґ Дуестед          |                           |
| Кубок світу 2019, 6-й етап                         | 2     | Росія (RUS)           | Юлія Зикова                  |                           |
| Кубок світу 2019, 6-й етап                         | 2     | Норвегія (NOR)        | Катріне Лунд                 |                           |
| Європейські ігри 2019                              | 1     | Сербія (SRB)          | Саня Вукашинович             |                           |
| Панамериканські ігри 2019                          | 2     | Куба (CUB)            | Егліс Яйма Крус              |                           |
| Панамериканські ігри 2019                          | 2     | США (USA)             | Вірджинія Трешер             |                           |
| Кубок світу 2019, 8-й етап                         | 2     | Південна Корея (KOR)  | Kim Je-hee                   | Cho Eun-young             |
| Кубок світу 2019, 8-й етап                         | 2     | Китай (CHN)           | Пей Жуйцзяо                  | Чень Дунці                |
| Чемпіонат Європи 2019 — стрільба на 25 і 50 метрів | 2     | Білорусь (BLR)        | Марія Мартинова              |                           |
| Чемпіонат Європи 2019 — стрільба на 25 і 50 метрів | 2     | Данія (DEN)           | Стін Нільсен                 |                           |
| Чемпіонат Океанії 2019                             | 1     | Австралія (AUS)       | Емма Адамс                   | Катаріна Ковплос          |
| Чемпіонат Азії 2019                                | 3     | Японія (JPN)          | Сіорі Хірата                 | Сіорі Хірата              |
| Чемпіонат Азії 2019                                | 3     | Індія (IND)           | Теджасвіні Савант            | Теджасвіні Савант         |
| Чемпіонат Азії 2019                                | 3     | Іран (IRI)            | Фатеме Карамзаде             |                           |
| Чемпіонат Африки 2019                              | 1     | Єгипет (EGY)          | Мерна Таї                    |                           |
| Чемпіонат Європи 2021 — стрільба на 25 і 50 метрів | 1     | Італія (ITA)          | Софія Чеккарелло             |                           |
| Світовий олімпійський рейтинг ISSF                 | 1     | Словенія (SLO)        | Н/Д                          | Жива Дворшак              |
| Обмін квот                                         | 1     | Індія (IND)           | Н/Д                          | Анджум Мудгіл[f]          |
| Перерозподіл невикористаних квот[c][d]             | 3     | Малайзія (MAS)        | Н/Д                          | Нур Сур'яні Мохд Таїбі    |
| Перерозподіл невикористаних квот[c][d]             | 3     | Пуерто-Рико (PUR)     | Н/Д                          | Ярімар Меркадо            |
| Перерозподіл невикористаних квот[c][d]             | 3     | Узбекистан (UZB)      | Н/Д                          | Олена Кузнєцова           |
| Загалом                                            | 29    |                       |                              |                           |

## пневматична гвинтівка, 10 метрів (жінки)
| Турнір                                        | Квоти | Країна                  | Спортсмен, що кваліфікувався | Спортсмен, що виступатиме |
| --------------------------------------------- | ----- | ----------------------- | ---------------------------- | ------------------------- |
| Країна-господарка                             | 1     | Японія (JPN)            | Н/Д                          | Харука Накаґуті           |
| Чемпіонат світу 2018                          | 4     | Південна Корея (KOR)    | Im Ha-na                     | Kwon Eun-ji               |
| Чемпіонат світу 2018                          | 4     | Індія (IND)             | Анджум Мудгіл                | Елавеніл Валаріван        |
| Чемпіонат світу 2018                          | 4     | Південна Корея (KOR)    | Jung Eun-hea                 | Park Hee-moon             |
| Чемпіонат світу 2018                          | 4     | Індія (IND)             | Апурві Чандела               | Апурві Чандела            |
| Чемпіонат Америки 2018                        | 1     | США (USA)               | Мінден Майлз                 | Мері Такер                |
| Кубок світу 2019, 1-й етап                    | 2     | Китай (CHN)             | Чжао Жуочжу                  | Ян Цянь                   |
| Кубок світу 2019, 1-й етап                    | 2     | Китай (CHN)             | Сюй Хун                      | Ван Луяо                  |
| Кубок світу 2019, 4-й етап                    | 2     | Іран (IRI)              | Наджме Хедматі               |                           |
| Кубок світу 2019, 4-й етап                    | 2     | Данія (DEN)             | Анна Нільсен                 |                           |
| Кубок світу 2019, 6-й етап                    | 2     | Румунія (ROU)           | Лаура-Джорджета Коман        | Лаура-Джорджета Коман     |
| Кубок світу 2019, 6-й етап                    | 2     | Угорщина (HUN)          | Естер Месарош                |                           |
| Європейські ігри 2019                         | 1     | Чехія (CZE)             | Нікола Мазурова              |                           |
| Панамериканські ігри 2019                     | 2     | США (USA)               | Елісон Вайс                  | Елісон Вайс               |
| Панамериканські ігри 2019                     | 2     | Аргентина (ARG)         | Фернанда Руссо               | Фернанда Руссо            |
| Кубок світу 2019, 8-й етап                    | 2     | Китайський Тайбей (TPE) | Lin Ying-shin                |                           |
| Кубок світу 2019, 8-й етап                    | 2     | Іран (IRI)              | Арміна Садегіян              |                           |
| Чемпіонат Океанії 2019                        | 1     | Австралія (AUS)         | Вікторія Россітер            | Еліс Коллієр              |
| Чемпіонат Азії 2019                           | 3     | Сінгапур (SGP)          | Тесса Нео                    |                           |
| Чемпіонат Азії 2019                           | 3     | Монголія (MGL)          | Oyuunbatyn Yesügen           |                           |
| Чемпіонат Азії 2019                           | 3     | Індонезія (INA)         | Відья Рафіка Тойїба          | Відья Рафіка Тойїба       |
| Чемпіонат Африки 2019                         | 1     | Алжир (ALG)[b]          | Худа Чаабі                   |                           |
| Чемпіонат Європи 2020 — стрільба на 10 метрів | 2     | Росія (RUS)             | Анастасія Галашина           |                           |
| Чемпіонат Європи 2020 — стрільба на 10 метрів | 2     | Сербія (SRB)            | Андреа Арсовіч               |                           |
| Чемпіонат Європи 2021 — стрільба на 10 метрів | 2     | Франція (FRA)           | Осіан Мюллер                 |                           |
| Чемпіонат Європи 2021 — стрільба на 10 метрів | 2     | Бельгія (BEL)           | Єссі Капс                    |                           |
| Світовий олімпійський рейтинг ISSF            | 1     | Польща (POL)            | Н/Д                          | Анета Станкевич           |
| Запрошення тристоронньої комісії              | 3     | Бутан (BHU)             | Н/Д                          | Ленчу Кунзанг             |
| Запрошення тристоронньої комісії              | 3     | Непал (NEP)             | Н/Д                          | Калпана Парія             |
| Запрошення тристоронньої комісії              | 3     | Шрі-Ланка (SRI)         | Н/Д                          | Техані Егодавела          |
| Загалом                                       | 30    |                         |                              |                           |

## пістолет, 25  метрів (жінки)
| Турнір                                             | Квоти | Країна                  | Спортсмен, що кваліфікувався  | Спортсмен, що виступатиме |
| -------------------------------------------------- | ----- | ----------------------- | ----------------------------- | ------------------------- |
| Країна-господарка                                  | 1     | Японія (JPN)            | Н/Д                           |                           |
| Чемпіонат світу 2018                               | 4     | Україна (UKR)           | Костевич Олена Дмитрівна      |                           |
| Чемпіонат світу 2018                               | 4     | Росія (RUS)             | Бацарашкіна Віталіна Ігорівна |                           |
| Чемпіонат світу 2018                               | 4     | Німеччина (GER)         | Дорен Веннекамп               | Дорен Веннекамп           |
| Чемпіонат світу 2018                               | 4     | Китайський Тайбей (TPE) | Tien Chia-chen                |                           |
| Чемпіонат Америки 2018                             | 1     | США (USA)               | Алексіс Лаґан                 | Алексіс Лаґан             |
| Кубок світу 2019, 1-й етап                         | 2     | Угорщина (HUN)          | Вероніка Майор                |                           |
| Кубок світу 2019, 1-й етап                         | 2     | Китай (CHN)             | Чжан Цзінцзін                 |                           |
| Кубок світу 2019, 4-й етап                         | 2     | Болгарія (BUL)          | Марія Гроздєва                |                           |
| Кубок світу 2019, 4-й етап                         | 2     | Німеччина (GER)         | Моніка Карш                   | Моніка Карш               |
| Кубок світу 2019, 6-й етап                         | 2     | Індія (IND)             | Рахі Сарнобат                 | Рахі Сарнобат             |
| Кубок світу 2019, 6-й етап                         | 2     | Болгарія (BUL)          | Антоанета Бонева              |                           |
| Європейські ігри 2019                              | 1     | Швейцарія (SUI)         | Хейді Дітхельм Гербер         |                           |
| Панамериканські ігри 2019                          | 2     | США (USA)               | Sandra Uptagrafft             | Sandra Uptagrafft         |
| Панамериканські ігри 2019                          | 2     | Еквадор (ECU)           | Діана Дуранго                 | Діана Дуранго             |
| Кубок світу 2019, 8-й етап                         | 2     | Китай (CHN)             | Xiong Yaxuan                  | Xiong Yaxuan              |
| Кубок світу 2019, 8-й етап                         | 2     | Південна Корея (KOR)    | Кім Джан Мі                   | Кі Мін Чон                |
| Чемпіонат Європи 2019 — стрільба на 25 і 50 метрів | 2     | Франція (FRA)           | Матільда Ламоль               | Матільда Ламоль           |
| Чемпіонат Європи 2019 — стрільба на 25 і 50 метрів | 2     | Франція (FRA)           | Селін Гобервіль               | Селін Гобервіль           |
| Чемпіонат Океанії 2019                             | 1     | Австралія (AUS)         | Елена Галябовіч               | Елена Галябовіч           |
| Чемпіонат Азії 2019                                | 4     | Таїланд (THA)           | Naphaswan Yangpaiboon         |                           |
| Чемпіонат Азії 2019                                | 4     | Монголія (MGL)          | Отрядин Гундегмаа             |                           |
| Чемпіонат Азії 2019                                | 4     | Індія (IND)             | Чінкі Ядав[f]                 |                           |
| Чемпіонат Азії 2019                                | 4     | Таїланд (THA)           | Танапорн Пруксакорн           |                           |
| Чемпіонат Африки 2019                              | 1     | Туніс (TUN)             | Ольфа Чарні                   |                           |
| Чемпіонат Європи 2021 — стрільба на 25 і 50 метрів | 1     | Росія (RUS)             | Margarita Lomova              |                           |
| Світовий олімпійський рейтинг ISSF                 | 1     | Латвія (LAT)            | Н/Д                           | Agate Rašmane             |
| Запрошення тристоронньої комісії                   | 1     | Мальта (MLT)            | Н/Д                           | Елеанор Бецціна           |
| Загалом                                            | 27    |                         |                               |                           |

## пневматичний пістолет, 10 метрів (жінки)
| Турнір                                        | Квоти | Країна                  | Спортсмен, що кваліфікувався | Спортсмен, що виступатиме    |
| --------------------------------------------- | ----- | ----------------------- | ---------------------------- | ---------------------------- |
| Чемпіонат світу 2018                          | 4     | Греція (GRE)            | Анна Коракакі                | Анна Коракакі                |
| Чемпіонат світу 2018                          | 4     | Сербія (SRB)            | Зорана Аруновіч              |                              |
| Чемпіонат світу 2018                          | 4     | Південна Корея (KOR)    | Kim Bo-mi                    | Kim Bo-mi                    |
| Чемпіонат світу 2018                          | 4     | Китай (CHN)             | Ван Цянь                     | Цзян Жаньсінь                |
| Чемпіонат Америки 2018                        | 1     | Канада (CAN)            | Лінда Кейко                  | Лінда Кейко                  |
| Кубок світу 2019, 1-й етап                    | 2     | Китайський Тайбей (TPE) | У Цзяїн                      |                              |
| Кубок світу 2019, 1-й етап                    | 2     | Південна Корея (KOR)    | Кі Мін Чон                   | Choo Ga-eun                  |
| Кубок світу 2019, 4-й етап                    | 2     | Грузія (GEO)            | Ніно Салуквадзе              | Ніно Салуквадзе              |
| Кубок світу 2019, 4-й етап                    | 2     | Монголія (MGL)          | Tsolmonbaatariin Anudarii    |                              |
| Кубок світу 2019, 6-й етап                    | 2     | Китай (CHN)             | Цянь Вей                     | Лінь Юемей                   |
| Кубок світу 2019, 6-й етап                    | 2     | Індія (IND)             | Ману Бгакер                  | Ману Бгакер                  |
| Європейські ігри 2019                         | 1     | Польща (POL)            | Клаудія Брес                 |                              |
| Панамериканські ігри 2019                     | 2     | Куба (CUB)              | Лайна Перес                  |                              |
| Панамериканські ігри 2019                     | 2     | Еквадор (ECU)           | Андреа Перес Пенья           | Андреа Перес Пенья           |
| Кубок світу 2019, 8-й етап                    | 2     | Індія (IND)             | Яшасвіні Десвал              | Яшасвіні Десвал              |
| Кубок світу 2019, 8-й етап                    | 2     | Сербія (SRB)            | Jasmina Milovanović          |                              |
| Чемпіонат Океанії 2019                        | 1     | Австралія (AUS)         | Діна Аспандіярова            | Діна Аспандіярова            |
| Чемпіонат Азії 2019                           | 2     | Іран (IRI)              | Ханіє Ростаміян              |                              |
| Чемпіонат Азії 2019                           | 2     | Японія (JPN)            | Сатоко Ямада                 | Сатоко Ямада                 |
| Чемпіонат Африки 2019                         | 2     | Єгипет (EGY)            | Радва Абдель Латіф           |                              |
| Чемпіонат Африки 2019                         | 2     | Єгипет (EGY)            | Мескат Алі                   |                              |
| Чемпіонат Європи 2020 — стрільба на 10 метрів | 2     | Австрія (AUT)           | Сільвія Штайнер              |                              |
| Чемпіонат Європи 2020 — стрільба на 10 метрів | 2     | Болгарія (BUL)          | Miroslava Mincheva           |                              |
| Чемпіонат Європи 2021 — стрільба на 10 метрів | 1     | Німеччина (GER)         | Каріна Віммер                | Каріна Віммер                |
| Світовий олімпійський рейтинг ISSF            | 1     | Білорусь (BLR)          | Н/Д                          | Чайка Вікторія Володимирівна |
| Запрошення тристоронньої комісії              | 3     | Албанія (ALB)           | Н/Д                          | Мануела Деліладж             |
| Запрошення тристоронньої комісії              | 3     | Ірак (IRQ)              | Н/Д                          | Фатіма Аль-Каабі             |
| Запрошення тристоронньої комісії              | 3     | Ємен (YEM)              | Н/Д                          | Ясамін Аль-Раїмі             |
| Invitational Places                           | 1     | Збірна біженців (ROT)   | Н/Д                          | Луна Соломон                 |
| Перерозподіл невикористаних квот[c][g]        | 2     | Вірменія (ARM)          | Н/Д                          | Ельміра Карапетян            |
| Перерозподіл невикористаних квот[c][g]        | 2     | Уругвай (URU)           | Н/Д                          | Хулієта Маутоне              |
| Загалом                                       | 31    |                         |                              |                              |

## трап (жінки)
| Турнір                                      | Квоти | Країна                | Спортсмен, що кваліфікувався | Спортсмен, що виступатиме |
| ------------------------------------------- | ----- | --------------------- | ---------------------------- | ------------------------- |
| Чемпіонат світу 2018                        | 4     | Словаччина (SVK)      | Зузана Штефечекова           |                           |
| Чемпіонат світу 2018                        | 4     | Китай (CHN)           | Ван Сяоцзін                  |                           |
| Чемпіонат світу 2018                        | 4     | Італія (ITA)          | Сільвана Станко              |                           |
| Чемпіонат світу 2018                        | 4     | Австралія (AUS)       | Летіша Сканлан               | Летіша Сканлан            |
| 2018 Championships of the Americas          | 2     | США (USA)             | Кейл Браунінґ                | Кейл Браунінґ             |
| 2018 Championships of the Americas          | 2     | Гватемала (GUA)       | Адріана Руано                | Адріана Руано             |
| Кубок світу 2019, 2-й етап                  | 2     | Італія (ITA)          | Джессіка Россі               |                           |
| Кубок світу 2019, 2-й етап                  | 2     | Китай (CHN)           | Ден Вейюнь                   |                           |
| Кубок світу 2019, 3-й етап                  | 2     | Франція (FRA)         | Кароль Корменьє              | Кароль Корменьє           |
| Кубок світу 2019, 3-й етап                  | 2     | Велика Британія (GBR) | Кірсті Геґарті               | Кірсті Геґарті            |
| Кубок світу 2019, 5-й етап                  | 2     | США (USA)             | Ешлі Керрол                  | Меделін Берно             |
| Кубок світу 2019, 5-й етап                  | 2     | Франція (FRA)         | Мелані Кузі                  | Мелані Кузі               |
| Європейські ігри 2019                       | 1     | Іспанія (ESP)         | Фатіма Галвес                |                           |
| Панамериканські ігри 2019                   | 2     | Мексика (MEX)         | Алехандра Рамірес            | Алехандра Рамірес         |
| Панамериканські ігри 2019                   | 2     | Гватемала (GUA)       | Ана Валеска Сото             | Ана Валеска Сото          |
| Кубок світу 2019, 7-й етап                  | 2     | Австралія (AUS)       | Пенні Сміт                   | Пенні Сміт                |
| Кубок світу 2019, 7-й етап                  | 2     | Фінляндія (FIN)       | Сату Мякеля-Нуммела          | Сату Мякеля-Нуммела       |
| Чемпіонат Європи зі стендової стрільби 2019 | 2     | Росія (RUS)           | Daria Semianova              |                           |
| Чемпіонат Європи зі стендової стрільби 2019 | 2     | Сан-Марино (SMR)      | Алессандра Періллі           | Алессандра Періллі        |
| Чемпіонат Океанії 2019                      | 1     | Нова Зеландія (NZL)   | Наталі Руні                  | Наталі Руні               |
| Чемпіонат Азії 2019                         | 3     | Ліван (LBN)           | Рей Бассіл                   | Рей Бассіл                |
| Чемпіонат Азії 2019                         | 3     | Казахстан (KAZ)       | Сарсенкуль Рисбекова         | Сарсенкуль Рисбекова      |
| Чемпіонат Азії 2019                         | 3     | Японія (JPN)          | Юкіє Накаяма                 | Юкіє Накаяма              |
| Чемпіонат Африки 2019                       | 1     | Єгипет (EGY)          | Меггі Ашмаві                 |                           |
| Чемпіонат Європи зі стендової стрільби 2021 | 1     | Росія (RUS)           | Катерина Субботіна           |                           |
| Світовий олімпійський рейтинг ISSF          | 1     | Польща (POL)          | Н/Д                          | Сандра Берналь            |
| Запрошення тристоронньої комісії            | 2     |                       | Н/Д                          |                           |
| Запрошення тристоронньої комісії            | 2     | Н/Д                   |                              |                           |
| Перерозподіл невикористаних квот[c]         | 1     | Йорданія (JOR)        | Н/Д                          | Aida Al-Zyod              |
| Загалом                                     | 29    |                       |                              |                           |

## скит (жінки)
| Турнір                                      | Квоти | Країна                | Спортсмен, що кваліфікувався | Спортсмен, що виступатиме |
| ------------------------------------------- | ----- | --------------------- | ---------------------------- | ------------------------- |
| Країна-господарка                           | 1     | Японія (JPN)          | Н/Д                          | Наоко Ісіхара             |
| Чемпіонат світу 2018                        | 4     | США (USA)             | Кейтлін Коннор               | Амбер Інгліш              |
| Чемпіонат світу 2018                        | 4     | США (USA)             | Кімберлі Род                 | Остін Сміт                |
| Чемпіонат світу 2018                        | 4     | Словаччина (SVK)      | Данка Бартекова              |                           |
| Чемпіонат світу 2018                        | 4     | Росія (RUS)           | Наталія Виноградова          |                           |
| Чемпіонат Америки 2018                      | 1     | Чилі (CHI)            | Франциска Кроветто           |                           |
| Кубок світу 2019, 2-й етап                  | 2     | Нова Зеландія (NZL)   | Хлоя Тіппл                   | Хлоя Тіппл                |
| Кубок світу 2019, 2-й етап                  | 2     | Китай (CHN)           | Чжан Дунлянь                 |                           |
| Кубок світу 2019, 3-й етап                  | 2     | Кіпр (CYP)            | Андрі Елефтеріу              | Андрі Елефтеріу           |
| Кубок світу 2019, 3-й етап                  | 2     | Польща (POL)          | Александра Ярмолінська       |                           |
| Кубок світу 2019, 5-й етап                  | 2     | Італія (ITA)          | Діана Бакосі                 | Діана Бакосі              |
| Кубок світу 2019, 5-й етап                  | 2     | Італія (ITA)          | К'яра Кайнеро                | К'яра Кайнеро             |
| Європейські ігри 2019                       | 1     | Франція (FRA)         | Люсі Анастассіу              | Люсі Анастассіу           |
| Панамериканські ігри 2019                   | 2     | Аргентина (ARG)       | Меліса Хіль                  | Меліса Хіль               |
| Панамериканські ігри 2019                   | 2     | Мексика (MEX)         | Габріела Родрігес            | Габріела Родрігес         |
| Кубок світу 2019, 7-й етап                  | 2     | Китай (CHN)           | Вей Мен                      |                           |
| Кубок світу 2019, 7-й етап                  | 2     | Німеччина (GER)       | Неле Вісмер                  |                           |
| Чемпіонат Європи зі стендової стрільби 2019 | 2     | Чехія (CZE)           | Барбора Шумова               |                           |
| Чемпіонат Європи зі стендової стрільби 2019 | 2     | Україна (UKR)         | Ірина Маловиченко            |                           |
| Чемпіонат Океанії 2019                      | 1     | Австралія (AUS)       | Лора Коулз                   | Лора Коулз                |
| Чемпіонат Азії 2019                         | 3     | Південна Корея (KOR)  | Kim Min-ji                   | Kim Min-ji                |
| Чемпіонат Азії 2019                         | 3     | Таїланд (THA)         | Сутія Дживчалуміт            |                           |
| Чемпіонат Азії 2019                         | 3     | Таїланд (THA)         | Ісарапа Імпрасертсук         |                           |
| Чемпіонат Африки 2019                       | 1     | Марокко (MAR)         | Ібтіссам Марірхі             |                           |
| Чемпіонат Європи зі стендової стрільби 2021 | 2     | Росія (RUS)           | Zilia Batyrshina             |                           |
| Чемпіонат Європи зі стендової стрільби 2021 | 2     | Велика Британія (GBR) | Ембер Гілл                   | Ембер Гілл                |
| Світовий олімпійський рейтинг ISSF          | 1     | Казахстан (KAZ)       | Н/Д                          | Зоя Кравченко             |
| Перерозподіл невикористаних квот            | 2     | Бахрейн (BRN)         | Н/Д                          | Мар'ям Хассані            |
| Перерозподіл невикористаних квот            | 2     | Сенегал (SEN)         | Н/Д                          | К'яра Коста               |
| Загалом                                     | 29    |                       |                              |                           |

## пневматична гвинтівка, 10 метрів (мікст)
| Турнір               | Places | Країна      | Спортсмени, що кваліфікувались                        | Спортсмени, що виступатимуть |
| -------------------- | ------ | ----------- | ----------------------------------------------------- | ---------------------------- |
| Чемпіонат світу 2018 | 2      | Китай (CHN) | Ян Хаожань Чжао Жуочжу                                |                              |
| Чемпіонат світу 2018 | 2      | Росія (RUS) | Масленніков Володимир Анатолійович Анастасія Галашина |                              |
| Загалом              | 4      |             |                                                       |                              |

## пневматичний пістолет, 10 метрів (мікст)
| Турнір               | Квоти | Країна      | Спортсмени, що кваліфікувались                | Спортсмени, що виступатимуть |
| -------------------- | ----- | ----------- | --------------------------------------------- | ---------------------------- |
| Чемпіонат світу 2018 | 2     | Росія (RUS) | Артем Черноусов Бацарашкіна Віталіна Ігорівна |                              |
| Чемпіонат світу 2018 | 2     | Китай (CHN) | Ван Мен'ї Ван Цянь                            |                              |
| Загалом              | 4     |             |                                               |                              |

## трап (мікст)
| Турнір               | Places | Країна           | Спортсмени, що кваліфікувались              | Спортсмени, що виступатимуть |
| -------------------- | ------ | ---------------- | ------------------------------------------- | ---------------------------- |
| Чемпіонат світу 2018 | 2      | Словаччина (SVK) | Ерік Варга Зузана Штефечекова               |                              |
| Чемпіонат світу 2018 | 2      | Росія (RUS)      | Аліпов Олексій Олександрович Катерина Рабая |                              |
| Загалом              | 4      |                  |                                             |                              |